# Дем'ян (боярин)
Дем'ян (бл. 1180 — після 1233) — волинський тисяцький, полководець і дипломат, боярин, наближений до волинського та галицького князя Данила Романовича.

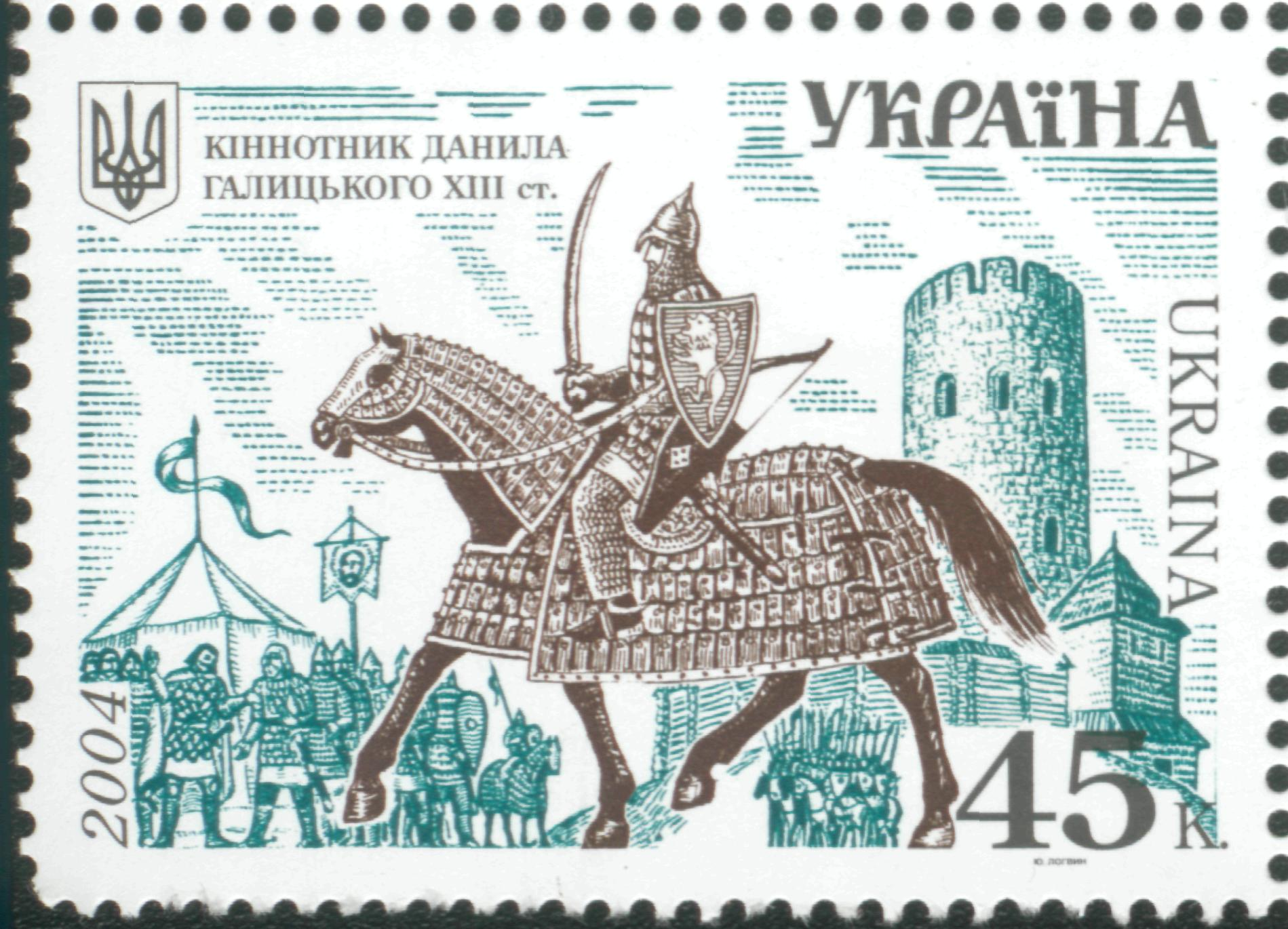
Кіннотник короля Данила на сучасній поштові марці

У 1213 році допомагав князю Данилові вибивати з Галича боярина Володислава Кормильчича, який незаконно там укняжився. Як дипломат узяв участь у підписанні 1222 миру між Данилом і краківським князем Лешеком Білим. Був посланий Данилом до Лешека бл. 1224 року. У 1228 році Данило відправив Дем'яна до Мстислава Мстиславича Удатного з вимогою передати волинське місто Чорторийськ (нині с. Старий Чорторийськ Маневицького району Волинської області).
1230 року був послом до угорського короля Андраша II. Того ж року допоміг Данилові здобути Галич, перемігши главу боярської опозиції, боярина Судислава у битві. Незабаром по тому попередив Романовичів про змову бояр проти них на чолі з боярином Пилипом і князем белзьким Олександром Всеволодовичем. У битві з уграми під Шумськом у березні 1233 командував одним із волинських полків і відіграв значну роль у перемозі Данила.
Від імені боярина, можливо, була утворена назва сучасного села Дем'янів у Галицькому районі Івано-Франківської області. На користь цієї версії може свідчити існування давньоруського городища ХІІ-ХІІІ ст. в околицях села, яке пізніше могло перерости у сучасний населений пункт.